# Ivana I., napuljska kraljica
Ivana I. (prosinac 1325. — 27. srpnja 1382.) bila je kraljica vladarica Napulja. Također, Ivana je bila grofica Provanse i Forcalquiera (1343. — 1381.), kao i kneginja Ahaje.

## Život
Kraljica Ivana rođena je 1325. godine. Ivanin je otac bio Karlo, vojvoda Kalabrije (sin kralja Napulja), dok je Ivanina majka bila Marija Valois, polusestra kralja Filipa VI. Francuskog. Velika je vjerojatnost da je Ivana rođena u Firenci. Ivanin brat, Karlo Martel, umro je 1327. godine. Sestra gospe Ivane bila je Marija Kalabrijska.
Karlo, Ivanin otac, umro je u studenome 1328. godine. Došlo je do krize nasljeđivanja prijestolja —premda napuljski zakon nije branio ženama pravo na vlast, koncept vladarice bio je neobičan. Napuljska je kraljevska obitelj bila ogranak francuske dinastije Capet. Dana 4. prosinca 1330. Ivanin djed, Robert, kralj Napulja, imenovao je Ivanu i njenu sestru svojim nasljednicama tijekom javne ceremonije. Ivan, vojvoda Drača i njegova supruga Agneza prihvatili su Robertovu odluku, ali Filip I. Tarantski i njegova supruga Katarina Valois nisu. 
Ivanina je majka umrla 1332. god. te su Ivana i njezina sestra Marija stavljene pod skrb kraljice Sanče Mallorcanske.
Kralj Robert umro je 20. siječnja 1343. godine te je Ivana, kao nasljednica, postala kraljica.

## Supruzi
Supruzi kraljice Ivane I.:
- Andrija, vojvoda Kalabrije
- Ludovik I.
- Jakov IV., kralj Mallorce
- Oton, vojvoda Brunswick-Grubenhagena

## Naslovi
Ivana, milošću Božjom, kraljica Jeruzalema i Sicilije, vojvotkinja Apulije, kneginja Capue te grofica Provanse, Forqualquiera i Piedmonta. 